# 86-DOS
86-DOS (sigla em inglês para Quick and Dirty Operating System, escrito e comercializado por Tim Paterson) era um sistema operacional de 16 bits de propriedade da empresa americana Seattle Computer Products. Ele foi baseado no Control Program/Monitor (CP/M) de Gary Kildall para seu kit de computador, que por sua vez era baseado no processador Intel 8086. O 86-DOS tinha uma estrutura de comando e uma interface de programação de aplicativos que imitavam o sistema operacional CP/M proprietário da Digital Research, facilitando a portabilidade de programas deste último. Paterson comprou um manual do CP/M e programou seu sistema operacional, usando o CP/M como base, em um mês e meio. Mais tarde, a empresa o comercializou sob o nome 86-DOS.
Este sistema operacional seria posteriormente adquirido por Bill Gates para a Microsoft por 50 US$ 000 e se tornaria a base de seu império. Era conhecido como PC-DOS para produtos IBM, nos quais vinha pré-instalado. Entretanto, MS-DOS seria o nome mais popular pelo qual seria conhecido em todo o mundo.

## Origens
O 86-DOS foi criado porque as vendas do kit de computador 8086 da Seattle Computer Products (SCP), lançado em junho de 1979 e distribuído em novembro, estavam diminuindo devido à ausência de um sistema operacional.
O único software que a SCP conseguiu vender com a placa foi o Microsoft BASIC-86 autônomo, que a Microsoft desenvolveu em um protótipo do hardware da SCP.
A SCP queria oferecer a versão 8086 do CP/M que a Digital Research (DRI) havia anunciado, mas sua data de lançamento era incerta.
Esta não foi a primeira vez que a DRI atrasou ainda mais o cronograma do que o desenvolvimento do hardware; dois anos antes, ela havia atrasado a adaptação do CP/M para novos formatos de disquete e disco rígido.Em abril de 1980, a SCP designou Tim Paterson, de 22 anos, para desenvolver o QDOS como substituto do CP/M-86.
Paterson projetou o QDOS com a mesma API interna e a maioria dos comandos de usuário do CP/M.
Ele não reproduziu o sistema de arquivos CP/M, mas usou o sistema de arquivos FAT suportado por algumas versões do Microsoft BASIC.
Paterson optou por não manter as informações do sistema de arquivos na memória (cache), mas atualizá-las no disco com cada operação.
Embora essa opção fosse mais lenta, essa abordagem evitou a necessidade de forçar uma atualização em um disco antes de removê-lo.
Paterson também introduziu um conjunto de comandos mais próximo do inglês, como o utilitário "COPY", em vez do PIP, que é mais geral, mas menos intuitivo.

## Interesse da IBM
No final da década de 1970, a IBM estava desenvolvendo o que eventualmente se tornaria o IBM PC. O CP/M era o sistema operacional mais popular da época e a IBM acreditava que era necessário ter um sistema competitivo.
Representantes da IBM visitaram a Digital Research e discutiram os termos da licença com Dorothy McEwen Kildall, representante de licenciamento da Digital, que hesitou em assinar o contrato com a IBM porque ele continha uma cláusula de não divulgação.
Embora tenham finalmente aceitado a cláusula, a Digital rejeitou a proposta da IBM de pagar-lhes 250 $ 000 em troca de autorização para vender quantas cópias forem necessárias, insistindo em um modelo de compensação de royalties por cópia. Em conversas posteriores entre a IBM e Bill Gates, Gates mencionou a existência do QDOS e o representante da IBM, Jack Sams, pediu-lhe que obtivesse uma licença para este sistema operacional.

## Criação do PC-DOS
A Microsoft comprou uma licença não exclusiva para o 86-DOS da Seattle Computer Products em dezembro de 1980 por 50 000 dólares. Em maio de 1981, Tim Paterson foi contratado para portar o QDOS para o IBM PC, que usava o processador Intel 8088, mais lento e mais barato, e que tinha sua própria família específica de periféricos.
A IBM monitorou o progresso diariamente e enviou mais de 300 solicitações de mudança antes de aceitar o produto e escrever o manual do usuário para ele.
Em julho de 1981, um mês antes do lançamento do PC, a Microsoft comprou todos os direitos do 86-DOS da SCP por 50 000 dólares. Isso atendia aos principais critérios da IBM: parecia CP/M, e era fácil adaptar programas CP/M de 8 bits existentes para rodar nele, principalmente graças ao comando QDOS TRANS, que permitia que o código-fonte do Intel 8080 fosse traduzido para a linguagem de máquina 8086.
A Microsoft licenciou o QDOS para a IBM, e ele se tornou o PC-DOS 1.0. Essa licença também permitiu que a Microsoft vendesse o DOS para outras empresas, o que foi feito. O acordo foi um sucesso espetacular, e a SCP posteriormente processou a Microsoft, alegando que ela havia ocultado seu relacionamento com a IBM para comprar o sistema operacional por um preço baixo (embora a Microsoft ainda estivesse sob os termos de um acordo de confidencialidade e o grau de sucesso do PC não fosse amplamente esperado). A SCP acabou recebendo US$ 1 milhão como pagamento de acordo.

## Disputa de propriedade intelectual
Quando o fundador da DRI, Gary Kildall, examinou o PC-DOS e descobriu que ele duplicava a interface de programação CP/M, ele tentou processar a IBM, que na época alegou que o PC-DOS era seu próprio produto. No entanto, o advogado da Digital Research não acreditava que a lei relevante fosse suficientemente clara para apresentar a reclamação (ele agora diz que teria apresentado a reclamação ao abrigo da lei atual [carece de fontes?]). Entretanto, Kildall confrontou a IBM e os convenceu a oferecer o CP/M-86 com o PC em troca de uma isenção de responsabilidade.
A controvérsia continua por causa da semelhança entre os dois sistemas. Talvez a afirmação mais sensacional venha de Jerry Pournelle, que disse que Kildall lhe demonstrou pessoalmente que o DOS continha código CP/M (inserir um comando no DOS exibiria o nome de Kildall). Até 2006, Pournelle não havia revelado o comando, e ninguém se apresentou para corroborar sua história. Um livro de 2004 sobre Kildall diz que ele usou uma mensagem criptografada para provar que outros fornecedores haviam copiado o CP/M, mas não diz que ele encontrou a mensagem no MS-DOS; em vez disso, suas memórias (uma fonte para o livro) apontaram a conhecida semelhança da interface. Paterson insiste que o software QDOS foi seu trabalho original e negou ter feito referência ou usado de outra forma o código CP/M ao escrevê-lo. Após a publicação do livro em 2004, ele processou os autores e editores por difamação. O caso remonta a uma ação judicial movida por Paterson contra Evans em 2004, depois de este último ter escrito no seu livro They Made America que o alegado inventor do DOS – que mais tarde o vendeu a Bill Gates e o utilizou como base para o seu sistema operativo Windows – tinha na verdade tirado a ideia do CP/M (Control Programming Monitor).
Antes de 1982, quando a IBM pediu à Microsoft para lançar uma versão do DOS compatível com disco rígido, o PC-DOS 2.0 era uma reescrita quase completa do DOS, então, em março de 1983, muito pouco do QDOS restava. O elemento mais resiliente do QDOS era seu editor de linha de comando primitivo, EDLIN, que permaneceu o único editor fornecido nas versões do DOS da Microsoft até o lançamento do MS-DOS 5.0 em junho de 1991, que incluía um editor de tela cheia (conhecido como edit) baseado no QBasic.
Em 2012, a revista IEEE Spectrum conduziu testes que provaram que o QDOS não é uma cópia do CP/M. Segundo a revista, concluiu-se que se tratava de sistemas diferentes e, portanto, a Microsoft não mentiu no que disse na época. Entretanto, algum tempo depois, a mesma revista, por meio de nota de seu editor reconheceu que o autor foi contratado pela Microsoft como consultor especialista, havendo, portanto, um vínculo direto entre ele e a empresa que poderia influenciar o conteúdo de seu artigo e suas conclusões.

## Características técnicas
Paterson o projetou com a mesma interface de programação de aplicativos (API) e a maioria dos comandos de usuário do sistema CP/M. Ele modificou a maneira como os disquetes eram gravados usando uma memória cache, o que acelerou o uso, mas forçava o usuário a atualizar (desmontar) o disquete antes de removê-lo, isso era feito usando um comando específico. O nome do comando copy foi alterado para Copy, que era mais intuitivo para o usuário, e os nomes dos dispositivos e portas de comunicação foram incorporados ao sistema de ficheiros, desta forma, uma "cópia" poderia ser feita para a impressora ou para a tela, facilitando as tarefas do usuário. Esse recurso foi mantido no MS-DOS. O sistema era de tarefa única, usuário único e usava o sistema de ficheiros FAT para compatibilidade.

## Versões do QDOS
- QDOS v0.1, agosto de 1980
- 86-DOS v0.3, dezembro de 1980
- 86-DOS v1.0, abril de 1981